# Het fluitlied
Het fluitlied is een lied van de Nederlandse cabaretier Bas Hoeflaak. Het werd in 2023 als single uitgebracht.

## Achtergrond
Het fluitlied is geschreven door Peter van de Witte en Bas Hoeflaak en geproduceerd door Van de Witte. Het is een cabaretlied waarin de artiest zingt over hoe hij gaat spelen op een blokfluit, om dit vervolgens (vals) uit te voeren. Het lied was onderdeel van een optreden van Hoeflaak in het televisieprogramma LOL: Last One Laughing. Bij dit programma, dat werd uitgezonden op streamingsdienst Prime Video, moesten verschillende cabaretiers proberen elkaar te laten lachen, terwijl ze zelf trachtten dit niet te doen. Bij het optreden van Hoeflaak met Het fluitlied barstten verschillende deelnemers in het lachen uit en verloren dus het programma.
Nadat de aflevering online te zien was, ging het lied viraal op verschillende sociale mediaplatformen. Hierop besloten Hoeflaak en platenlabel Universal Music om het nummer als single uit te brengen, met de hoop dat het een groot succes werd tijdens carnaval in 2023. Op de single waren ook een aantal andere versies van het lied te vinden, zijnde een karaoke versie, een carnavals versie en een remix door Sleazy Stereo.
Hoewel er door velen positief werd gereageerd op het komische lied, was er ook kritiek op het nummer door een blokfluitdocente. Zij vond namelijk dat het lied schade deed aan het imago van het instrument, die volgens haar vaker voor komische doeleinden wordt misbruikt.

## Hitnoteringen
De cabaretier had succes met het lied in de hitlijsten van Nederland. Het bereikte de 91e plaats van de Nederlandse Single Top 100 in de enige week dat het in deze hitlijst stond. De Nederlandse Top 40 werd niet bereikt; het kwam hier tot de vijftiende plaats van de Tipparade.